# Der Denver-Clan (2017)/Episodenliste

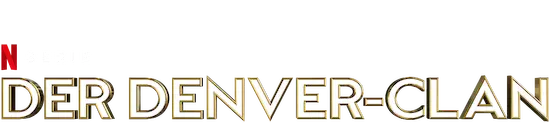
Logo zur Serie

Diese Episodenliste enthält alle Episoden der US-amerikanischen Dramaserie Der Denver-Clan, die ein Reboot zur gleichnamigen Seifenoper aus den 1980er-Jahren bildet. Die Episodenliste ist sortiert nach der US-amerikanischen Erstausstrahlung. Die Fernsehserie umfasst insgesamt fünf Staffeln mit 108 Episoden.

## Übersicht
| Staffel | Episodenanzahl | Erstausstrahlung USA | Erstausstrahlung USA | Deutschsprachige Erstveröffentlichung | Deutschsprachige Erstveröffentlichung |
| Staffel | Episodenanzahl | Premiere             | Finale               | Premiere                              | Finale                                |
| ------- | -------------- | -------------------- | -------------------- | ------------------------------------- | ------------------------------------- |
| 1       | 22             | 11. Oktober 2017     | 11. Mai 2018         | 12. Oktober 2017                      | 12. Mai 2018                          |
| 2       | 22             | 12. Oktober 2018     | 24. Mai 2019         | 13. Oktober 2018                      | 25. Mai 2019                          |
| 3       | 20             | 11. Oktober 2019     | 8. Mai 2020          | 23. Mai 2020                          | 23. Mai 2020                          |
| 4       | 22             | 7. Mai 2021          | 1. Oktober 2021      | 22. Oktober 2021                      | 22. Oktober 2021                      |
| 5       | 22             | 20. Dezember 2021    | 16. September 2022   | 24. September 2022                    | 24. September 2022                    |

## Staffel 1
Die Erstausstrahlung der ersten Staffel war vom 11. Oktober 2017 bis zum 11. Mai 2018 auf dem US-amerikanischen Fernsehsender The CW zu sehen. Die deutschsprachige Erstveröffentlichung fand vom 12. Oktober 2017 bis zum 12. Mai 2018 auf Netflix per Streaming statt.
| Nr. (ges.) | Nr. (St.) | Deutscher Titel                              | Originaltitel                            | Erstausstrahlung USA | Deutschsprachige Erstveröffentlichung (A/CH) | Regie               | Drehbuch                                         |
| ---------- | --------- | -------------------------------------------- | ---------------------------------------- | -------------------- | -------------------------------------------- | ------------------- | ------------------------------------------------ |
| 1          | 1         | Ich hab dich kaum erkannt                    | I Hardly Recognized You                  | 11. Okt. 2017        | 12. Okt. 2017                                | Brad Silberling     | Sallie Patrick, Josh Schwartz & Stephanie Savage |
| 2          | 2         | Spuck es aus                                 | Spit It Out                              | 18. Okt. 2017        | 19. Okt. 2017                                | Michael A. Allowitz | Sallie Patrick                                   |
| 3          | 3         | Schuld ist nur für unsichere Menschen        | Guilt is for Insecure People             | 25. Okt. 2017        | 26. Okt. 2017                                | Kellie Cyrus        | Ali Adler                                        |
| 4          | 4         | So privat wie ein Zirkus                     | Private as a Circus                      | 1. Nov. 2017         | 2. Nov. 2017                                 | Kevin Sullivan      | Jena Richman                                     |
| 5          | 5         | Firmen-Nutte                                 | Company Slut                             | 8. Nov. 2017         | 9. Nov. 2017                                 | Cherie Nowlan       | Christopher Fife                                 |
| 6          | 6         | Ich genüge mir selbst                        | I Exist Only for Me                      | 15. Nov. 2017        | 16. Nov. 2017                                | Lee Rose            | Kevin Garnett                                    |
| 7          | 7         | Eine Kostprobe Ihrer eigenen Medizin         | A Taste of Your Own Medicine             | 29. Nov. 2017        | 30. Nov. 2017                                | Matt Earl Beesley   | Jay Gibson                                       |
| 8          | 8         | Die besten Dinge im Leben                    | The Best Things in Life                  | 6. Dez. 2017         | 7. Dez. 2017                                 | Pascal Verschooris  | Francisca X. Hu                                  |
| 9          | 9         | Gemeinheiten                                 | Rotten Things                            | 13. Dez. 2017        | 14. Dez. 2017                                | Brad Silberling     | Paul Sabbaga                                     |
| 10         | 10        | Eine verkleidete „Tarantula“                 | A Well-Dressed Tarantula                 | 17. Jan. 2018        | 18. Jan. 2018                                | Kenny Leon          | Adele Lim                                        |
| 11         | 11        | Ich gehorche keinem Mann                     | I Answer to No Man                       | 24. Jan. 2018        | 25. Jan. 2018                                | Steven A. Adelson   | Gladys Rodriguez                                 |
| 12         | 12        | Versprich nichts, was du nicht halten kannst | Promises You Can’t Keep                  | 31. Jan. 2018        | 1. Feb. 2018                                 | Norman Buckley      | Christopher Fife & Kevin A. Garnett              |
| 13         | 13        | Nur Schwierigkeiten                          | Nothing But Trouble                      | 7. Feb. 2018         | 8. Feb. 2018                                 | Matt Earl Beesley   | Jenna Richman                                    |
| 14         | 14        | Die Spielregeln von Blake Carrington         | The Gospel According to Blake Carrington | 9. März 2018         | 10. März 2018                                | Dawn Wilkinson      | Francisca X. Hu & Paula Sabbaga                  |
| 15         | 15        | Wir sind an der Reihe                        | Our Turn Now                             | 16. März 2018        | 17. März 2018                                | Matt Earl Beesley   | Libby Wells                                      |
| 16         | 16        | Armes reiches Mädchen                        | Poor Little Rich Girl                    | 23. März 2018        | 24. März 2018                                | Kenny Leon          | Jenna Richman & Ali Adler                        |
| 17         | 17        | Auftritt Alexis                              | Enter Alexis                             | 30. März 2018        | 31. März 2018                                | Jeffrey W. Byrd     | Sallie Patrick & Christopher Fife                |
| 18         | 18        | Betrüge keine Betrügerin                     | Don’t Con a Con Artist                   | 6. Apr. 2018         | 7. Apr. 2018                                 | Carl Seaton         | Kevin A. Garnett & Paula Sabbaga                 |
| 19         | 19        | Benutze oder werde benutzt                   | Use or Be Used                           | 20. Apr. 2018        | 21. Apr. 2018                                | Viet Nguyen         | Jake Coburn & Jay Gibson                         |
| 20         | 20        | Ein Satz aus der Vergangenheit               | A Line from the Past                     | 27. Apr. 2018        | 28. Apr. 2018                                | Pascal Verschooris  | Jenna Richman & Francisca X. Hu                  |
| 21         | 21        | Kleine verlogene Schlampe                    | Trashy Little Tramp                      | 4. Mai 2018          | 5. Mai 2018                                  | Brandi Bradburn     | Christopher Fife & Kevin A. Garnett              |
| 22         | 22        | Aus dem absoluten Nichts                     | Dead Scratch                             | 11. Mai 2018         | 12. Mai 2018                                 | Michael A. Allowitz | Sallie Patrick & Libby Wells                     |

## Staffel 2
Die Erstausstrahlung der zweiten Staffel war vom 12. Oktober 2018 bis zum 24. Mai 2019 auf dem US-amerikanischen Fernsehsender The CW zu sehen. Die deutschsprachige Erstveröffentlichung fand vom 13. Oktober 2018 bis zum 25. Mai 2019 auf Netflix per Streaming statt.
| Nr. (ges.) | Nr. (St.) | Deutscher Titel              | Originaltitel                   | Erstausstrahlung USA | Deutschsprachige Erstveröffentlichung (D/A/CH) | Regie               | Drehbuch                                 |
| ---------- | --------- | ---------------------------- | ------------------------------- | -------------------- | ---------------------------------------------- | ------------------- | ---------------------------------------- |
| 23         | 1         | Raus!                        | Twenty-Three Skidoo             | 12. Okt. 2018        | 13. Okt. 2018                                  | Matt Earl Beesley   | Sallie Patrick & Christopher Fife        |
| 24         | 2         | Schlangengrube               | Ship of Vipers                  | 19. Okt. 2018        | 20. Okt. 2018                                  | Kenny Leon          | Josh Reims & Jenna Richman               |
| 25         | 3         | Der Butler war es            | The Butler Did It               | 26. Okt. 2018        | 27. Okt. 2018                                  | Pascal Verschooris  | David M. Israel & Paula Sabbaga          |
| 26         | 4         | Die Hölle friert zu          | Snowflakes in Hell              | 2. Nov. 2018         | 3. Nov. 2018                                   | Mary Lou Belli      | Francisca X. Hu & Audrey Villalobos Karr |
| 27         | 5         | Königin der Kelche           | Queen of Cups                   | 9. Nov. 2018         | 10. Nov. 2018                                  | Jeffrey W. Byrd     | Kevin A. Garnett & Jay Gibson            |
| 28         | 6         | Diese Hexe                   | That Witch                      | 16. Nov. 2018        | 17. Nov. 2018                                  | Tessa Blake         | Josh Reims & Libby Wells                 |
| 29         | 7         | Heuschrecken                 | A Temporary Infestation         | 30. Nov. 2018        | 1. Dez. 2018                                   | Michael A. Allowitz | Jenna Richman                            |
| 30         | 8         | Killerinstinkt               | A Real Instinct for the Jugular | 7. Dez. 2018         | 8. Dez. 2018                                   | Matt Earl Beesley   | David M. Israel & Francisca X. Hu        |
| 31         | 9         | Verrückte Frau               | Crazy Lady                      | 21. Dez. 2018        | 22. Dez. 2018                                  | Melanie Mayron      | Christopher Fife & Paula Sabbaga         |
| 32         | 10        | Champagnerlaune              | A Champagne Mood                | 18. Jan. 2019        | 19. Jan. 2019                                  | Michael A. Allowitz | Josh Reims & Kevin Garnett               |
| 33         | 11        | Tief gesunken                | The Sight of You                | 25. Jan. 2019        | 26. Jan. 2019                                  | Matt Earl Beesley   | David Israel & Aubrey Villalobos         |
| 34         | 12        | Schmutzige Spielchen         | Filthy Games                    | 1. Feb. 2019         | 2. Feb. 2019                                   | Geary McLeod        | Libby Wells & Francisca X. Hu            |
| 35         | 13        | Sogar Würmer vermehren sich  | Even Worms Can Procreate        | 8. Feb. 2019         | 9. Feb. 2019                                   | Viet Nguyen         | Christopher Fife & Jay Gibson            |
| 36         | 14        | So sagt man das in Paris     | Parisian Legend Has It …        | 15. März 2019        | 16. März 2019                                  | Pascal Verschooris  | Sallie Patrick & Jenna Richman           |
| 37         | 15        | Mütterliche Überfürsorge     | Motherly Overprotectiveness     | 22. März 2019        | 23. März 2019                                  | Brandi Bradburn     | David M. Israel & Paula Sabbaga          |
| 38         | 16        | Miese undankbare Männer      | Miserably Ungrateful Men        | 29. März 2019        | 30. März 2019                                  | Jeff Byrd           | Garrett Oakley & Bryce Schramm           |
| 39         | 17        | Wie verlogen kann man sein?  | How Two-Faced Can You Get       | 19. Apr. 2019        | 20. Apr. 2019                                  | Joanna Kerns        | Christopher Fife & Kevin A. Garnett      |
| 40         | 18        | Das Leben ist ein Maskenball | Life is a Masquerade Party      | 26. Apr. 2019        | 27. Apr. 2019                                  | Jeff Byrd           | Josh Reims & Aubrey Villalobos Karr      |
| 41         | 19        | Dieser Befund                | This Illness of Mine            | 3. Mai 2019          | 4. Mai 2019                                    | Matt Earl Beesley   | Francisca X. Hu & Jay Gibson             |
| 42         | 20        | Eine neue Dame in der Stadt  | New Lady in Town                | 10. Mai 2019         | 11. Mai 2019                                   | Elodie Keene        | David Israel                             |
| 43         | 21        | Dicker als Geld              | Thicker Than Money              | 17. Mai 2019         | 18. Mai 2019                                   | Ken Fink            | Jenna Richman & Kevin A. Garnett         |
| 44         | 22        | Verrat, Eifersucht und Lügen | Deception, Jealousy, and Lies   | 24. Mai 2019         | 25. Mai 2019                                   | Michael Allowitz    | Christopher Fife & Paula Sabbaga         |

## Staffel 3
Die Erstausstrahlung der dritten Staffel war vom 11. Oktober 2019 bis zum 8. Mai 2020 auf dem US-amerikanischen Fernsehsender The CW zu sehen. Die deutschsprachige Erstveröffentlichung fand am 23. Mai 2020 auf Netflix per Streaming statt.
| Nr. (ges.) | Nr. (St.) | Deutscher Titel                                 | Originaltitel                                    | Erstausstrahlung USA | Deutschsprachige Erstveröffentlichung (D/A/CH) | Regie               | Drehbuch               |
| ---------- | --------- | ----------------------------------------------- | ------------------------------------------------ | -------------------- | ---------------------------------------------- | ------------------- | ---------------------- |
| 45         | 1         | Schuld und Schuldgefühle                        | Guilt Trip to Alaska                             | 11. Okt. 2019        | 23. Mai 2020                                   | Michael A. Allowitz | Josh Reims             |
| 46         | 2         | Mit Vorsicht lässt sich kein Krieg führen       | Caution Never Won a War                          | 18. Okt. 2019        | 23. Mai 2020                                   | Melanie Mayron      | David M. Israel        |
| 47         | 3         | Wilde Geisterjagd                               | Wild Ghost Chase                                 | 25. Okt. 2019        | 23. Mai 2020                                   | Jeff Byrd           | Christopher Fife       |
| 48         | 4         | Aussichtslos                                    | Something Desperate                              | 1. Nov. 2019         | 23. Mai 2020                                   | Kenny Leon          | Jenna Richman          |
| 49         | 5         | Im La Mirage                                    | Mother? I’m at La Mirage                         | 8. Nov. 2019         | 23. Mai 2020                                   | Brandi Bradburn     | Liz Sczudlo            |
| 50         | 6         | Gedächtnisstütze                                | A Used Up Memory                                 | 15. Nov. 2019        | 23. Mai 2020                                   | Matt Earl Beesley   | Kevin A. Garnett       |
| 51         | 7         | Schuss aus der Hüfte                            | Shoot from the Hip                               | 22. Nov. 2019        | 23. Mai 2020                                   | Geoff Shotz         | Paula Sabbaga          |
| 52         | 8         | Der spektakuläre Blake-Carrington-Prozess       | The Sensational Blake Carrington Trial           | 6. Dez. 2019         | 23. Mai 2020                                   | Melanie Mayron      | Francisca X. Hu        |
| 53         | 9         | Vertrauen ist gut…                              | The Caviar, I Trust, Is Not Burned               | 17. Jan. 2020        | 23. Mai 2020                                   | Jeff Byrd           | Aubrey Villalobos Karr |
| 54         | 10        | Welche Sorgen willst du ertränken?              | What Sorrows Are You Drowning?                   | 24. Jan. 2020        | 23. Mai 2020                                   | Pascal Verschooris  | Libby Wells            |
| 55         | 11        | Manche Wunden heilen nie                        | A Wound That May Never Heal                      | 31. Jan. 2020        | 23. Mai 2020                                   | Brandi Bradburn     | Bryce Schramm          |
| 56         | 12        | Geklärte Fronten                                | Battle Lines                                     | 7. Feb. 2020         | 23. Mai 2020                                   | Matt Earl Beesley   | Christopher Fife       |
| 57         | 13        | Du siehst die meisten Dinge nur in Schwarz-Weiß | You See Most Things in Terms of Black & White    | 21. Feb. 2020        | 23. Mai 2020                                   | Heather Tom         | David M. Israel        |
| 58         | 14        | Die böse Stiefmutter                            | That Wicked Stepmother                           | 28. Feb. 2020        | 23. Mai 2020                                   | Brandi Bradburn     | Garrett Oakley         |
| 59         | 15        | Auf einem Baum                                  | Up a Tree                                        | 27. März 2020        | 23. Mai 2020                                   | Andi Behring        | Jenna Richman          |
| 60         | 16        | Geht die nächste Operation aufs Haus?           | Is the Next Surgery on the House?                | 3. Apr. 2020         | 23. Mai 2020                                   | Michael A. Allowitz | Liz Sczudlo            |
| 61         | 17        | Sie hat abgesagt…                               | She Cancelled…                                   | 10. Apr. 2020        | 23. Mai 2020                                   | Pascal Verschooris  | Kevin A. Garnett       |
| 62         | 18        | Bei dir klingt Priester wie etwas Schlechtes    | You Make Being a Priest Sound Like Something Bad | 17. Apr. 2020        | 23. Mai 2020                                   | Elodie Keene        | Aubrey Villalobos Karr |
| 63         | 19        | Robin-Hood-Rettungsaktion                       | Robin Hood Rescues                               | 1. Mai 2020          | 23. Mai 2020                                   | Jeff Byrd           | Paula Sabbaga          |
| 64         | 20        | Mein Kater ist da                               | My Hangover’s Arrived                            | 8. Mai 2020          | 23. Mai 2020                                   | Gina Lamar          | Francisca X. Hu        |

## Staffel 4
Die Erstausstrahlung der vierten Staffel war vom 7. Mai bis zum 1. Oktober 2021 auf dem US-amerikanischen Fernsehsender The CW zu sehen. Die deutschsprachige Erstveröffentlichung fand am 22. Oktober 2021 auf Netflix per Streaming statt.
| Nr. (ges.) | Nr. (St.) | Deutscher Titel                            | Originaltitel                             | Erstausstrahlung USA | Deutschsprachige Erstveröffentlichung (D/A/CH) | Regie               | Drehbuch                      |
| ---------- | --------- | ------------------------------------------ | ----------------------------------------- | -------------------- | ---------------------------------------------- | ------------------- | ----------------------------- |
| 65         | 1         | Ein unglückseliges Dinner                  | That Unfortunate Dinner                   | 7. Mai 2021          | 22. Okt. 2021                                  | Michael A. Allowitz | Libby Wells                   |
| 66         | 2         | Gelübde sind schon noch heilig             | Vows Are Still Sacred                     | 14. Mai 2021         | 22. Okt. 2021                                  | Michael A. Allowitz | Josh Reims & Jenna Richman    |
| 67         | 3         | Das Nachspiel                              | The Aftermath                             | 21. Mai 2021         | 22. Okt. 2021                                  | Pascal Verschooris  | Christopher Fife              |
| 68         | 4         | Alle lieben die Carringtons                | Everybody Loves the Carringtons           | 28. Mai 2021         | 22. Okt. 2021                                  | Andi Behring        | David M. Israel               |
| 69         | 5         | Hoffnungen und Neuanfänge                  | New Hopes, New Beginnings                 | 4. Juni 2021         | 22. Okt. 2021                                  | Geary McLeod        | Jason Ganzel                  |
| 70         | 6         | Ein kleines Vater-Tochter-Gespräch         | A Little Father-Daughter Chat             | 11. Juni 2021        | 22. Okt. 2021                                  | Star Barry          | Aubrey Villalobos             |
| 71         | 7         | Die Geburtstagsfeier                       | The Birthday Party                        | 18. Juni 2021        | 22. Okt. 2021                                  | Kenny Leon          | Katrina Cabrera Ortega        |
| 72         | 8         | Eine kranke und traurige Vendetta          | Your Sick and Self-Serving Vendetta       | 25. Juni 2021        | 22. Okt. 2021                                  | Melanie Mayron      | Libby Wells                   |
| 73         | 9         | Gleiches Recht für Reiche                  | Equal Justice for the Rich                | 2. Juli 2021         | 22. Okt. 2021                                  | Melanie Mayron      | Bryce Schramm                 |
| 74         | 10        | Nur ungern ruiniere ich deine Erinnerungen | I Hate to Spoil Your Memories             | 16. Juli 2021        | 22. Okt. 2021                                  | Ayoka Chenzira      | Elaine Loh                    |
| 75         | 11        | Lügen kommen ans Tageslicht                | A Public Forum for Her Lies               | 23. Juli 2021        | 22. Okt. 2021                                  | Jay Karas           | Liz Sczudlo                   |
| 76         | 12        | Alles, nur nicht die Realität              | Everything but Facing Reality             | 30. Juli 2021        | 22. Okt. 2021                                  | Brandi Bradburn     | Garrett Oakley                |
| 77         | 13        | Rettet lieber jemand anderen               | Go Rescue Someone Else                    | 6. Aug. 2021         | 22. Okt. 2021                                  | Heather Tom         | Josh Reims & Christopher Fife |
| 78         | 14        | Aber ich brauche keine Therapie            | But I Don't Need Therapy                  | 13. Aug. 2021        | 22. Okt. 2021                                  | Brandi Bradburn     | Aubrey Villalobos             |
| 79         | 15        | Das Penthouse                              | She Lives in a Showplace Penthouse        | 20. Aug. 2021        | 22. Okt. 2021                                  | Heather Tom         | Katrina Cabrera Ortega        |
| 80         | 16        | Die Briten kommen                          | The British Are Coming                    | 27. Aug. 2021        | 22. Okt. 2021                                  | Grant Show          | David M. Israel               |
| 81         | 17        | Unter Sternen                              | Stars Make You Smile                      | 3. Sep. 2021         | 22. Okt. 2021                                  | Michael A. Allowitz | Jason Ganzel                  |
| 82         | 18        | Eine gute Ehe in jeder Hinsicht            | A Good Marriage in Every Sense            | 10. Sep. 2021        | 22. Okt. 2021                                  | Elizabeth Gillies   | Bryce Schramm                 |
| 83         | 19        | Alles sieht wundervoll aus, Joseph         | Everything Looks Wonderful, Joseph        | 17. Sep. 2021        | 22. Okt. 2021                                  | Brandon Lott        | Libby Wells                   |
| 84         | 20        | Bösartige, elende Lügen                    | You Vicious, Miserable Liar               | 24. Sep. 2021        | 22. Okt. 2021                                  | Robbie Countryman   | Elaine Loh                    |
| 85         | 21        | Staats- und Herzensangelegenheiten         | Affairs of State and Affairs of the Heart | 24. Sep. 2021        | 22. Okt. 2021                                  | Geoff Shotz         | Liz Sczudlo                   |
| 86         | 22        | Manipulation und Täuschung                 | Filled With Manipulations and Deceptions  | 1. Okt. 2021         | 22. Okt. 2021                                  | Pascal Verschooris  | Josh Reims & Garrett Oakley   |

## Staffel 5
Die Erstausstrahlung der fünften Staffel startete am 20. Dezember 2021 mit einer Doppelfolge auf dem US-amerikanischen Fernsehsender The CW und wurde dort zwischen dem 11. März und 16. September 2022 fortgesetzt. Die deutschsprachige Erstveröffentlichung fand am 24. September 2022 auf Netflix per Streaming statt.
| Nr. (ges.) | Nr. (St.) | Deutscher Titel                         | Originaltitel                            | Erstausstrahlung USA | Deutschsprachige Erstveröffentlichung (D/A/CH) | Regie               | Drehbuch                         |
| ---------- | --------- | --------------------------------------- | ---------------------------------------- | -------------------- | ---------------------------------------------- | ------------------- | -------------------------------- |
| 87         | 1         | Fangen wir von vorn an                  | Let's Start Over Again                   | 20. Dez. 2021        | 24. Sep. 2022                                  | Michael A. Allowitz | Christopher Fife                 |
| 88         | 2         | Diese Festtagsstimmung                  | That Holiday Spirit                      | 20. Dez. 2021        | 24. Sep. 2022                                  | Kenny Leon          | Aubrey Villalobos Karr           |
| 89         | 3         | Wie lief die Vorstandssitzung?          | How Did the Board Meeting Go?            | 11. März 2022        | 24. Sep. 2022                                  | Pascal Verschooris  | David M. Israel                  |
| 90         | 4         | Geh und fang dein Pferd ein             | Go Catch Your Horse                      | 18. März 2022        | 24. Sep. 2022                                  | Star Barry          | Libby Wells                      |
| 91         | 5         | Ein bisschen Spaß tut nicht weh         | A Little Fun Wouldn't Hurt               | 25. März 2022        | 24. Sep. 2022                                  | Andi Behring        | Elaine Loh                       |
| 92         | 6         | Sie verwendet all ihre Energie auf Hass | Devoting All of Her Energy to Hate       | 1. Apr. 2022         | 24. Sep. 2022                                  | Brandi Bradburn     | Liz Sczudlo                      |
| 93         | 7         | Eine wahre Schauspielerin könnte es     | A Real Actress Could Do It               | 8. Apr. 2022         | 24. Sep. 2022                                  | Ayoka Chenzira      | Bryce Schramm                    |
| 94         | 8         | Der Sieg ist alles was zählt            | The Only Thing That Counts Is Winning    | 15. Apr. 2022        | 24. Sep. 2022                                  | Heather Tom         | Chris Erric Maddox               |
| 95         | 9         | Ein freundlicher Kuss unter Freunden    | A Friendly Kiss Between Friends          | 29. Apr. 2022        | 24. Sep. 2022                                  | SM Main-Muñoz       | Garrett Oakley                   |
| 96         | 10        | Kümmere dich um deinen eigenen Kram     | Mind Your Own Business                   | 6. Mai 2022          | 24. Sep. 2022                                  | Heather Tom         | Katrina Cabrera Ortega           |
| 97         | 11        | Da hilft nur noch Beten                 | I'll Settle for a Prayer                 | 13. Mai 2022         | 24. Sep. 2022                                  | Brandi Bradburn     | India Sage Wilson                |
| 98         | 12        | Kein Grund zur Panik                    | There's No Need to Panic                 | 20. Mai 2022         | 24. Sep. 2022                                  | Robin Givens        | David M. Israel                  |
| 99         | 13        | Sprichst du immer mit Schildkröten?     | Do You Always Talk to Turtles            | 27. Mai 2022         | 24. Sep. 2022                                  | Andi Behring        | Malcolm Boomer & Chava Friedberg |
| 100        | 14        | Teuflische Rache                        | Vicious Vendetta                         | 3. Juni 2022         | 24. Sep. 2022                                  | Pascal Verschooris  | Josh Reims & Christopher Fife    |
| 101        | 15        | Ben                                     | Ben                                      | 24. Juni 2022        | 24. Sep. 2022                                  | Brandon Lott        | Bryce Schramm                    |
| 102        | 16        | Meine Familie, mein Blut                | My Family, My Blood                      | 1. Juli 2022         | 24. Sep. 2022                                  | Robbie Countryman   | Elaine Loh                       |
| 103        | 17        | Niemand sieht dich ertrinken            | There's No One Around to Watch You Drown | 8. Juli 2022         | 24. Sep. 2022                                  | Grant Show          | Liz Sczudlo                      |
| 104        | 18        | Ein Autor von zweifelhaftem Talent      | A Writer of Dubious Talent               | 5. Aug. 2022         | 24. Sep. 2022                                  | Heather Tom         | Katrina Cabrera Ortega           |
| 105        | 19        | Aber ein Drogenskandal?                 | But a Drug Scandal?                      | 12. Aug. 2022        | 24. Sep. 2022                                  | Elizabeth Gillies   | Aubrey Villalobos Karr           |
| 106        | 20        | Erst Entführung und jetzt Diebstahl     | First Kidnapping and Now Theft           | 2. Sep. 2022         | 24. Sep. 2022                                  | Pat Santana         | Chris Erric Maddox               |
| 107        | 21        | Mehr Macht für sie                      | More Power to Her                        | 9. Sep. 2022         | 24. Sep. 2022                                  | Michael Allowitz    | Libby Wells                      |
| 108        | 22        | Zwickmühle                              | Catch 22                                 | 16. Sep. 2022        | 24. Sep. 2022                                  | Pascal Verschooris  | Josh Reims & Garrett Oakley      |